# 4521 Акімов
4521 Акі́мов (1979 FU2, 1976 YN6, 1982 YH1, 4521 Akimov) — астероїд головного поясу, відкритий 29 березня 1979 року.
Тіссеранів параметр щодо Юпітера — 3,163.